# ふる鳥弥生
ふる鳥 弥生（ふるどり やよい、1979年6月27日 - ）は日本の漫画家、イラストレーター。2001年にデビュー。過去には庄子明（しょうじあきら）名義での活動を行っていた。2008年8月より執筆活動を休止。

## 作品

### 漫画
- ふくふく。（ぺんぎん書房、COMIC SEED!連載）
- 幽霊旅行代理店 ソウルメイトツーリスト（原作：根本新、講談社、『月刊少年シリウス』2005年7月号 - 2007年7月号）
- 図書館戦争 SPITFIRE!（原作：有川浩、アスキー・メディアワークス、月刊コミック電撃大王連載）
- 週刊マンガ世界の偉人 43号ファーブル(朝日新聞出版刊）
- 週刊新マンガ日本史 第16号「吉田兼好」（朝日新聞出版）

### イラスト担当
- ミニモニ。でブレーメンの音楽隊（著：藤本有紀、ぺんぎん書房）

### ゲームイラスト
- 迷宮キングダム - テーブルトークRPG